# لسان المزمار المتموج
لسان المزمار المتموج (الاسم العلمي:Salpiglossis sinuata) هو نوع من النباتات يتبع جنس لسان المزمار من الفصيلة الباذنجانية.